# TS Entertainment
MBK Company fue un sello discográfico y una agencia de entretenimiento de Corea del Sur, fundada en el año 2008, disuelta en 2021 y rebautizada en 2024. 

## Historia
TS Entertainment fue fundada por Kim Tae Song en octubre del 2008. La compañía firmó con Untouchable como su primer artista y lanzaron su sencillo debut "It's Okay" ese mismo mes. 
En octubre del 2009, TS Entertainment lanza debut oficial de su primer grupo femenino de pop llamado Secret. Ellas fueron presentadas por primera vez en el reality show Secret Story de la cadena Mnet. El 13 de octubre de 2009, Secret lanza su sencillo debut "I Want You Back".
En julio del 2011, TS Entertainment se establece fuera de Corea del Sur mediante la creación de TS Japan en Tokio, Japón. 
En enero del 2012, TS Entertainment lanza el debut oficial de su primer grupo masculino llamado B.A.P. Los miembros fueron presentados al público a través del documental Ta-Dah, It's B.A.P, que fue estrenado en la cadena SBS MTV Korea el 8 de enero de 2012.
El 29 de diciembre de 2014, TS Entertainment debutó con un grupo de chicas de siete miembros llamado Sonamoo.
El 10 (18) de octubre de 2017, debutaron con el grupo masculino TRCNG.
El 28 de abril de 2018, falleció el director ejecutivo y fundador de TS Entertainment, Kim Tae-song.
El 31 de enero de 2021, TS Entertainment cerró y eliminó su sitio web de forma privada.
La empresa fue reabierta y rebautizada como MBK Company en 2024.

## Artistas

### Soloists
- Yujeong (2024–presente)
- Seungeun (2025–presente)
- Jisun (2025–presente)

### Trainees
- Kim Gyu Gyeol
- Lee Tae Heon
- Kang Eunwoo

## Antiguos artistas

### Grupos
| Debut | Artista | Género    | Miembros | Líder         | Disuelto | Fanclub        |
| ----- | ------- | --------- | -------- | ------------- | -------- | -------------- |
| 2009  | Secret  | Femenino  | 4        | Hyo Sung      | 2018     | Secret Time    |
| 2012  | B.A.P   | Masculino | 6        | Bang Yong Guk | 2017     | BABY / WARRIOR |
| 2014  | Sonamoo | Femenino  | 7        | Ji Su Min     | 2021     | Solbanguls     |
| 2017  | TRCNG   | Masculino | 10       |               | 2012     | TRiCoN'Go      |

### Subunidades
| Debut | Artista     | Género    | Miembros               | Grupo | Líder         | Disuelto | Fanclub |
| ----- | ----------- | --------- | ---------------------- | ----- | ------------- | -------- | ------- |
| 2011  | Bang & Zelo | Masculino | - Bang Yong Guk - Zelo | B.A.P | Bang Yong Guk | -        | BABY    |

### Solistas y Dúos
| Debut | Artista                    | Género    | Formación | Líder | Grupo         | Carrera Finalizada | Fanclub           |
| ----- | -------------------------- | --------- | --------- | ----- | ------------- | ------------------ | ----------------- |
| 2008  | Untouchable                | Masculino | Dúo       | -     | -             | -                  | -                 |
| 2009  | Song Ji Eun                | Femenino  | Solitario | -     | Secret        | -                  | Secret Time       |
| 2011  | Bang Yong Guk              | Masculino | Solitario | -     | B.A.P         | -                  | BABY              |
| 2012  | Han Sun Hwa & Yoo Youngjae | Mixto     | Dúo       | -     | Secret, B.A.P | -                  | Secret Time, BABY |

### Actores
- Han Soo Yeon (–2021)

### Trainees
- Kim Ji Yeon
- Kim You Jin
- Lee Chae Young
- Jeon Ji Min
- Lee Jae Hee
- Lee Jun Young
- Lee Sang Yeon
- Noh Yun Ah
- Park Min Hyuk
- Seol Yoon A
- Shim Jun Woo
- Xiao De Jun

- Park Chan Yong